# Stylosanthes ruellioides
Stylosanthes ruellioides är en ärtväxtart som beskrevs av George Bentham. Stylosanthes ruellioides ingår i släktet Stylosanthes och familjen ärtväxter. Inga underarter finns listade i Catalogue of Life.